# Anna Freud Centre
Il Centro Anna Freud, in inglese Anna Freud Centre, è una struttura situata a Londra e adibita alla ricerca scientifica e al trattamento dei disturbi psicologici e psichiatrici infantili mediante la psicoanalisi e la psicoterapia.

## Storia
Fondata da Anna Freud, che nel 1941 aveva chiamato Hampstead War Nurseries un rifugio per bambini rimasti senza casa per i bombardamenti, negli anni della guerra.
L'ente ebbe un sostanzioso aiuto economico grazie al testamento di Marilyn Monroe, che lasciando il 25% del bilancio personale a Marianne Kris la obbligò a lasciarlo ad un ente di sua scelta, scelse il centro di Anna Freud.